# Brückfeld

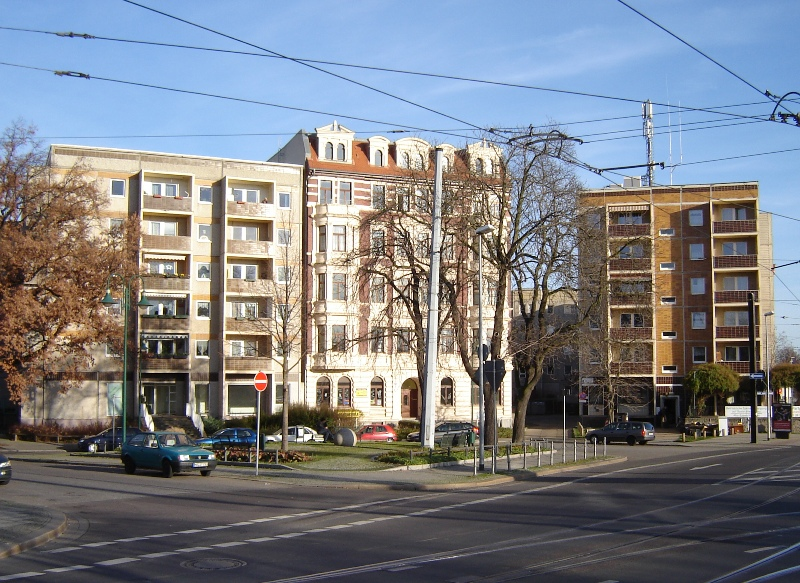
Heumarkt

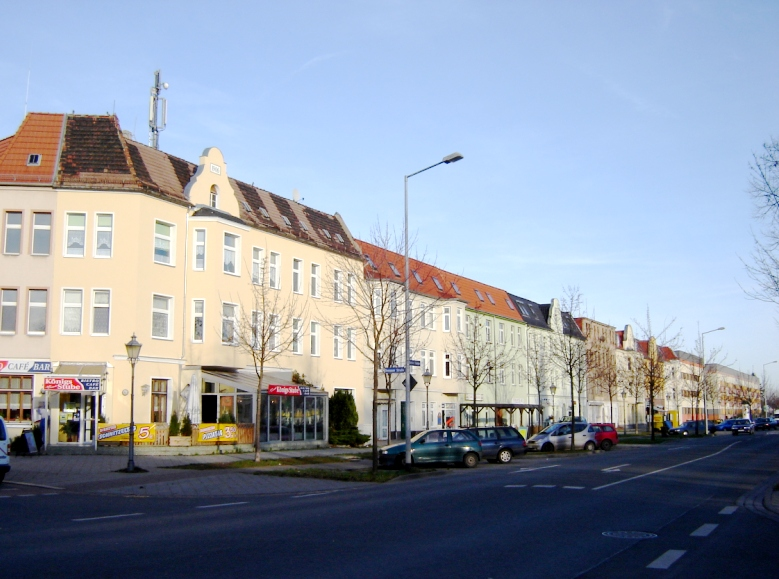
Berliner Chaussee

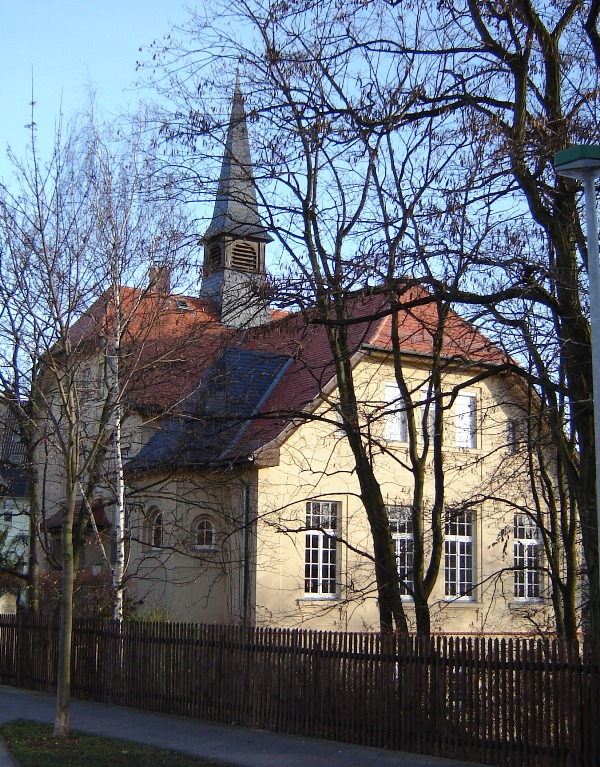
Ida-Hubbe-Stiftung

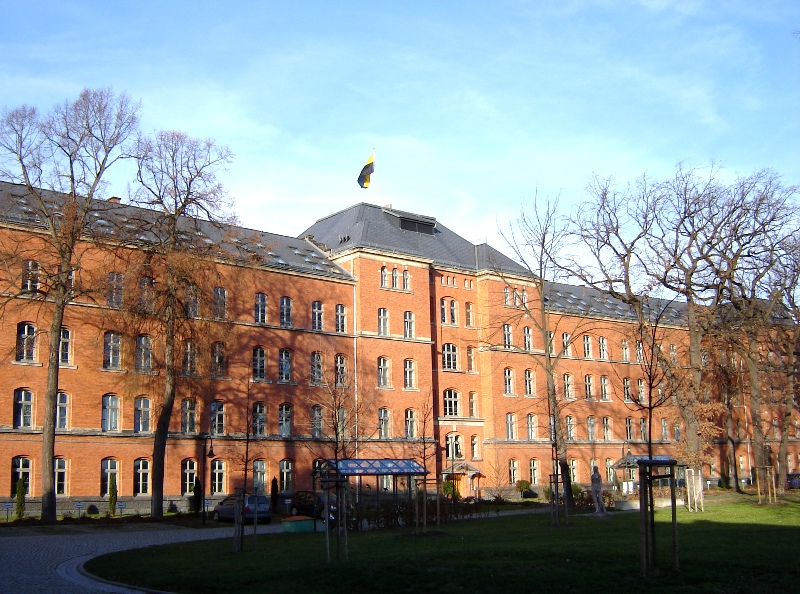
Gesundheits- u. Sozialministerium

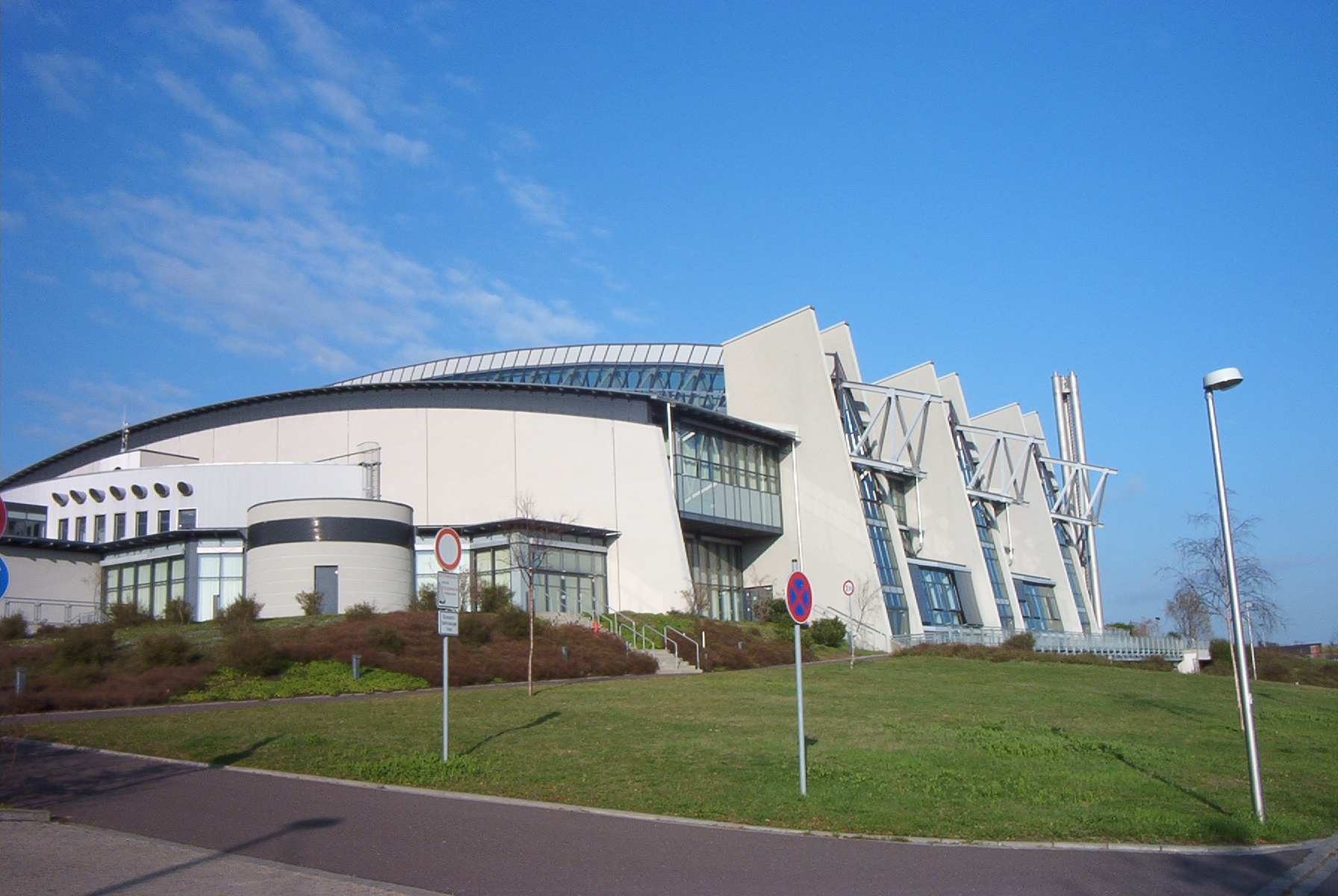
GETEC Arena

Brückfeld (bis 1950 Friedrichstadt) ist ein Stadtteil von Magdeburg, der östlich der Elbe liegt. Der Stadtteil hat eine Fläche von 1,4649 km² und 3.413 Einwohner (Stand: 31. Dezember 2021).

## Geografie
Brückfeld besitzt mit der Elbe eine natürliche Grenze im Westen. Im Norden wird der Stadtteil im Wesentlichen durch die Jerichower Straße von Herrenkrug abgetrennt. Östlich der Straße Am Hammelberg beginnt der Stadtteil Berliner Chaussee und im Süden verläuft die Grenze zu Magdeburg-Cracau zunächst längst der alten Bahnlinie (heute Radweg), danach über den Gübser Damm. Das Bodenniveau ist eben und liegt bei einer Höhe von 46 Metern. Die Wohnbebauung erstreckt sich im nordwestlichen Teil zwischen der Jerichower Straße und der Berliner Chaussee. Im Bereich des Bahnlinienradweges sind weite Flächen unbebaut.

## Infrastruktur
Der Stadtteil stellt sich als ein sehr uneinheitlicher Siedlungsraum dar. Die ursprüngliche Bebauung innerhalb der Festungsanlage „Turmschanze“ ist durch Zerstörungen im Zweiten Weltkrieg und Abriss in der DDR-Zeit verschwunden. An ihre Stelle sind Plattenbauten und die große für die Strombrückenerweiterung vorgesehene Brachfläche getreten. Sein eigenes Gepräge erhält der Stadtteil durch die umfangreichen um die ab Ende des 19. Jahrhunderts entstandenen ehemaligen Kasernenanlagen und die im Nordosten gelegene denkmalgeschützte „Angersiedlung“. Im Südosten liegt das kleine Gewerbegebiet „Ölmühle“. Die Jerichower Straße und die Berliner Chaussee (Bundesstraße 1) sind die Magdeburger Ausfallstraßen nach Osten. Der Strombrücken- und der Nordbrückenzug sowie eine Straßenbahnlinie verbinden den Stadtteil mit dem Magdeburger Stadtzentrum. Der Bahnhof Magdeburg-Brückfeld lag an der Bahnstrecke Biederitz–Magdeburg-Buckau, die seit 1998 stillgelegt ist. Brückfeld ist über die Linien 5 und 6 der Straßenbahn Magdeburg angebunden.

## Geschichte
Brückfeld verdankt seine Entstehung der Sicherung des Magdeburger Elbübergangs. Als erste Brückenkopfbefestigung ist die Zollschanze bekannt, die wesentlichen Anteil an der Abwehr der Belagerung Magdeburgs während des Schmalkaldischen Krieges 1550/51 hatte. Im Dreißigjährigen Krieg konnte die Zollschanze nicht mehr standhalten und wurde 1631 teilweise zerstört. Im Zuge des Ausbaus Magdeburgs als preußische Festung wurde sie ab 1666 wieder aufgebaut. Im Zentrum der Schanze wurde ein großer Steinturm errichtet, der von da ab der Anlage den Namen „Turmschanze“ verlieh.
Unter der Leitung des preußischen Festungsbauers Gerhard Cornelius von Walrave wurde die Turmschanze in den Jahren 1718 bis 1721 nach den neuesten militärischen Erkenntnissen umgebaut. Nach Fertigstellung aller Verteidigungsanlagen wurde der innere Bereich der Schanze 1731 zur zivilen Besiedlung freigegeben. Es entstand ein strahlenförmiges Straßennetz mit dem Heumarkt als Mittelpunkt, zunächst mit 25 großen und 50 kleinen Fachwerkhäusern bebaut. Im Süden bildete das Cracauer Tor die einzige Verbindung zur Außenwelt. Die Siedlung wurde der Magdeburger Gerichtsbarkeit unterstellt und erhielt den Namen „Friedrichstadt“.
Im Laufe des 19. Jahrhunderts wich der Festungscharakter der Friedrichstadt immer mehr zu Gunsten der modernen Stadtentwicklung und Industrialisierung. Zunächst entstand 1818 im Zuge des Ausbaus der Berliner Chaussee mit dem Charlottentor eine weitere Öffnung der Festungsanlage nach Osten. Mit der Fertigstellung der Bahnstrecke Berlin–Magdeburg wurde 1846 eine weitere Außenverbindung geschaffen und Friedrichstadt erhielt einen eigenen Bahnhof. 1884 wurde mit einer Pferdebahn eine direkte Verbindung zur Magdeburger Innenstadt geschaffen.
Als 1892 die Festungsbestimmung für die Turmschanze aufgehoben und die Befestigungsanlagen abgerissen wurden, war der Weg frei für die Weiterentwicklung und Ausdehnung des Stadtteils. Die alten Fachwerkhäuser wichen massiven Bürgerhäusern, auf dem Gelände der Festungsanlagen errichtete der preußische Staat zahlreiche Kasernen. Südlich der Berliner Chaussee wurden 1890 die Ölmühlen Hubbe und Fahrenholz errichtet, die sich nach ihrer Vereinigung 1922 als Firma Hubbe & Fahrenholz zu einer der größten und bedeutendsten Ölfabriken Deutschlands entwickelten. Ab 1913 entstand zwischen Jerichower Straße und Berliner Chaussee die so genannte „Angersiedlung“, ein Musterbeispiel für das „Neue Bauen“ der 1920er Jahre unter dem Einfluss Bruno Tauts.
Im Zweiten Weltkrieg wurde der Bereich um den Holzmarkt fast völlig zerstört. Die ehemals preußischen Kasernen und weitere Bereiche im Süden des Stadtteils wurden von den sowjetischen Streitkräften bis zu ihrem Abzug aus Deutschland in den 1990er Jahren genutzt. Am 24. Juli 1950 beschloss die Magdeburger Stadtverordnetenversammlung die Umbenennung des Stadtteils in „Brückfeld“. Ab 1960 begann die Stadt Magdeburg das westliche Gelände des Stadtteils umzugestalten. Um den zerstörten Heumarkt herum wurde bis auf ein erhaltenes Gründerzeithaus Baufreiheit für monotone Plattenbauten geschaffen, sodass kaum noch etwas vom alten Straßennetz erkennbar ist. Auch südlich des Heumarktes erfolgte ein vollständiger Abriss, um Platz für die Erweiterung des Strombrückenzuges zu schaffen, zu der es jedoch bisher nicht gekommen ist. Das ebenfalls zerstörte Ölwerk wurde wieder aufgebaut und als „volkseigener Betrieb“ Öl- und Fettwerke Hans Schellheimer zu einem der bedeutendsten Öl- und Margarinewerke der DDR mit bis zu 1000 Beschäftigten weiterentwickelt.
Die ebenfalls im Krieg zerstörte, 1882 eingeweihte Lutherkirche konnte aus politischen Gründen nicht wieder aufgebaut werden, die Kirchengemeinde nannte sich in „Trinitatis-Gemeinde“ um und nutzt für ihre Gottesdienste das 1916 von dem Fabrikanten Hubbe gestiftete Gemeindehaus namens „Ida-Hubbe-Stiftung“.
Das Baugeschehen nach der deutschen Wiedervereinigung 1990 beschränkte sich im Wohnungssektor auf die Sanierung der Angersiedlung. Anstelle des geschlossenen Ölwerkes entstand ein Gewerbegebiet für mehrere kleine Unternehmen. Die an der Elbe gelegenen Kasernen wurden für diverse Landesministerien umgebaut. Als gegenwärtig herausragendste Bauwerke Brückfelds entstanden 1994 die „Bördelandhalle“ (heutige Bezeichnung GETEC-Arena) als multifunktionale Sport- und Veranstaltungshalle sowie nach Abriss des Ernst-Grube-Stadions das Fußballstadion Avnet Arena (Fertigstellung 2006).

## Bauwerke, Anlagen und Einrichtungen
Die im Stadtteil vorhandenen Kulturdenkmale sind im örtlichen Denkmalverzeichnis aufgeführt.
Besonders bemerkenswerte Anlagen sind:
- Angersiedlung
- Ernst-Grube-Stadion (abgerissen 2005)
- GETEC Arena
- Helmholtz-Zentrum für Umweltforschung – UFZ
- Kultusministerium
- Landeshauptarchiv Sachsen-Anhalt, Abteilung Magdeburg
- Ministerium für Infrastruktur und Digitales
- Ministerium für Arbeit und Soziales
- MVB-Hauptwerkstatt
- Avnet Arena
- Ida-Hubbe-Stift
- Fachklinik Alte Ölmühle

## Persönlichkeiten
- Gieseler, Hermann (1889–1948), Gewerkschaftsfunktionär, gehörte nach dem Zweiten Weltkrieg der SPD-Stadtbezirksgruppe Magdeburg-Friedrichstadt an.
- Heidler, Georg (1891–1950), KPD-Politiker, betrieb zumindest um 1939 in der Jerichower Straße einen Tabakwarengeschäft.
- Hubbe, Christoph Wilhelm Otto (1842–1904), Unternehmer
- Mueller, Otto H. (1829–1897), Ingenieur und Dampfmaschinenkonstrukteur